# John Gegenhuber
John Gegenhuber, il suo nome alternativo è John Wollner (aprile 1961), è un attore statunitense.

## Biografia e carriera
Cresciuto a Palatine, Illinois, è sposato con l'attrice Marie Del Prete.
Gegenhuber fa la sua prima apparizione nel 1986 nella serie televisiva Under the Biltmore Clock (parte della serie American Playhouse), dopodiché partecipa a numerose altre serie sia come guest star che come personaggio ricorrente, una tra tutte Progetto Eden (1994-1995).
Nel 2006 vince il premio come miglior regista all'ITVFest (Independent Television Festival) per il film The Perverts, un film che dirige, interpreta da protagonista e di cui scrive anche la sceneggiatura.
Nel 2007 diventa coordinatore educativo all'Open Fist Theatre Company a Los Angeles, California, e riceve la laurea in belle arti per la recitazione alla Goodman School of Drama di Chicago (ora chiamata The Theatre School della DePaul University).
Diplomato in arti grafiche (disegno, pittura e scultura), Gegenhuber è anche uno chef diplomato della scuola Le Cordon Bleu ed è un abile burattinaio.

## Filmografia

### Attore

#### Cinema
- Linea diretta - Un'occasione unica (1992)
- La recluta dell'anno (1993)
- The Making of Daniel Boone (2003)
- Blue Moon (2005)
- A question of Loyalty (2005) (non accreditato)

#### Televisione
- Welcome Home Bobby (1986)
- Under the Biltmore Clock - serie TV, 1 episodio (1986)
- The Untouchables - serie TV, 1 episodio (1993)
- Seinfeld - serie TV, 1 episodio (1993)
- Grace Under Fire - serie TV, 1 episodio (1993)
- Murphy Brown - serie TV, 1 episodio (1994)
- Progetto Eden (Earth 2) - serie TV, 21 episodi (1994-1995)
- Star Trek: Voyager - serie TV, 3 episodi (1995-1996)
- Law & Order - I due volti della giustizia (Law & Order) - serie TV, 1 episodio (1997)
- Innamorati pazzi (Mad About You) - serie TV, 1 episodio (1997)
- Jarod il camaleonte (The Pretender) - serie TV, 1 episodio (1997)
- L.A. Doctors - serie TV, 2 episodi (1999)
- Seven Days - serie TV, 1 episodio (1999) (con il nome di John Wollner)
- The Perverts (2007)

### Regista

#### Televisione
- The Perverts (2007)

### Sceneggiatore

#### Televisione
- The Perverts (2007)